# Elihu Vedder
Elihu Vedder (Nueva York, 26 de febrero de 1836-Roma, Reino de Italia, 29 de enero de 1923) fue un artista y ilustrador estadounidense asociado con el simbolismo. Se le conoce por, entre otras obras, su mural de cinco escenas relacionadas con el Gobierno que se encuentra sobre la entrada al Salón de Lectura principal del edificio principal del Library of Congress, el Thomas Jefferson Building,  en Washington, y el mosaico representando a Minerva, en el mismo edificio. Otras obras suyas, como Las pleyades, pueden verse en el Metropolitan Museum of Art.

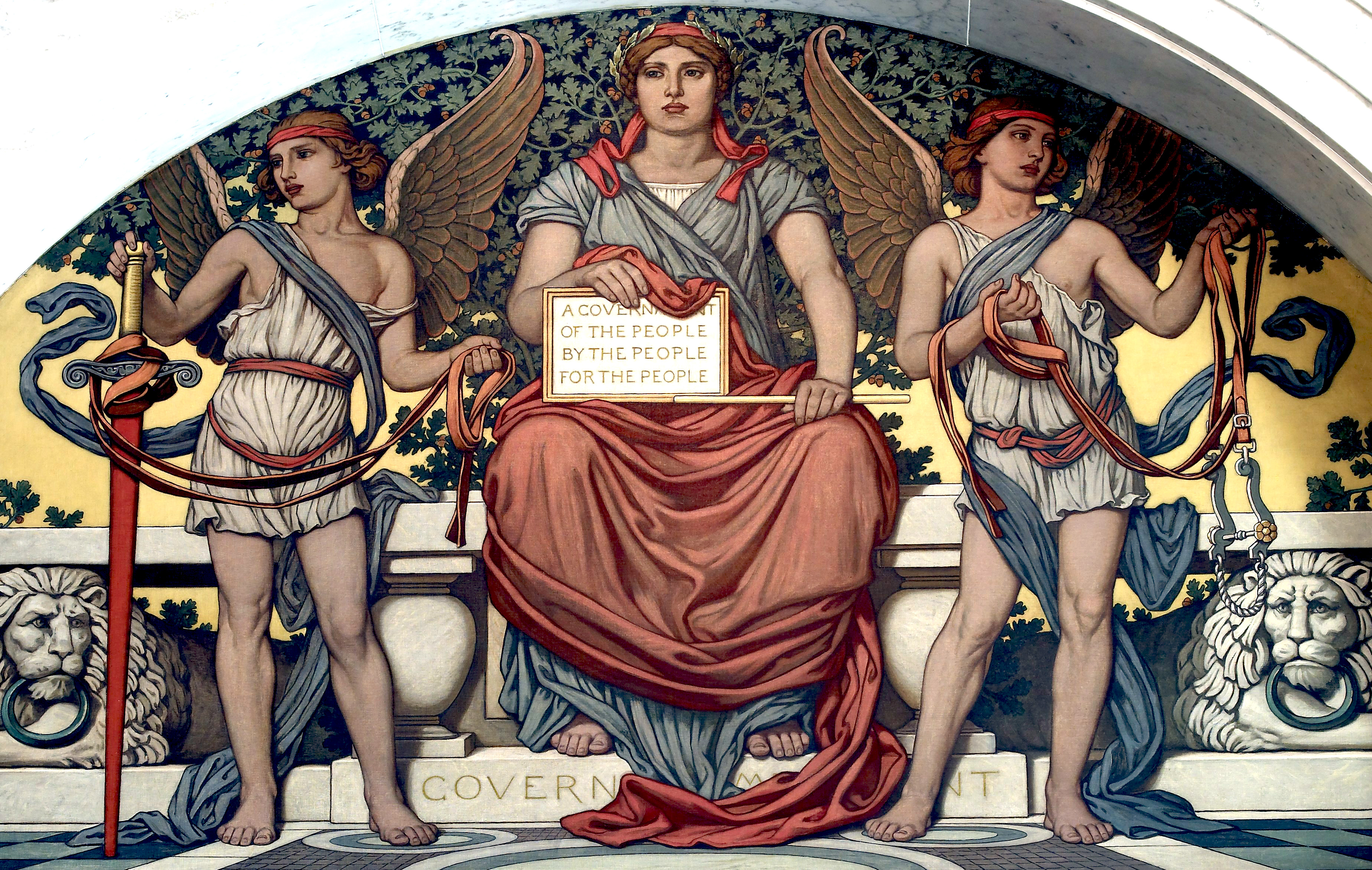
Government (1896) - detalle del cuadro central del mural en el Library of Congress. En la placa se puede leer una cita de Abrahm Lincoln.

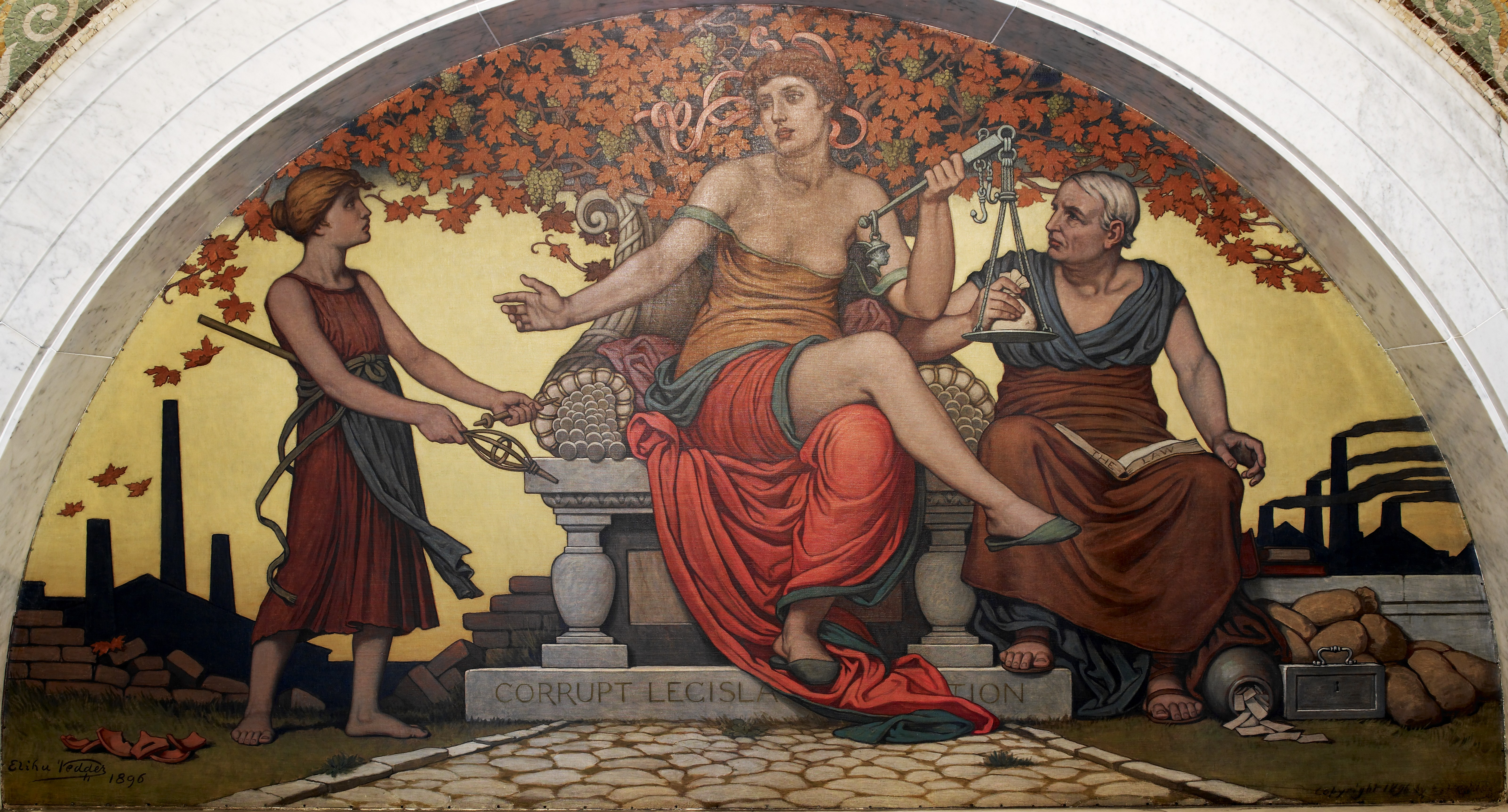
Corrupt Legislation (1896)

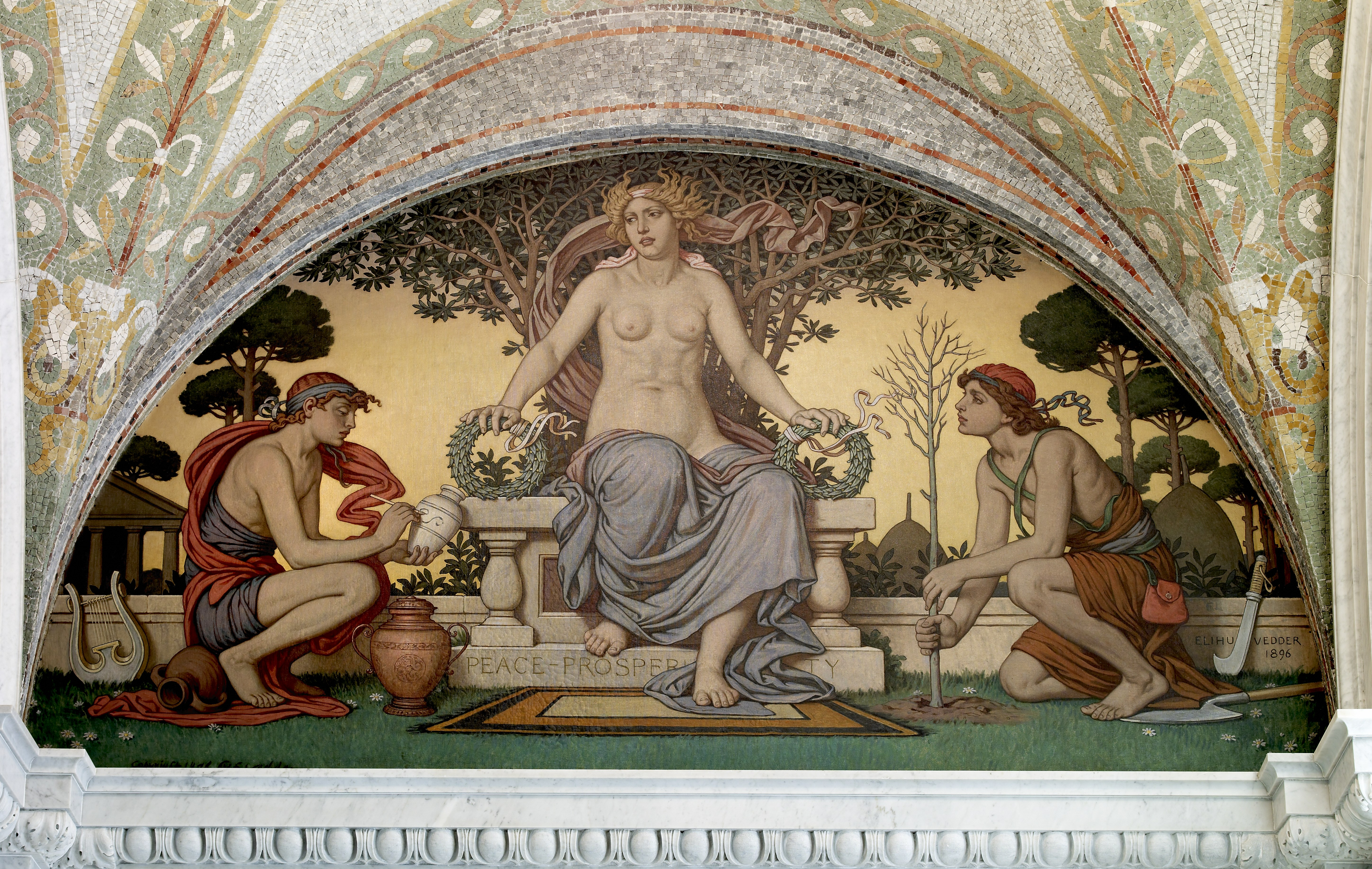
Peace and Prosperity (1896)

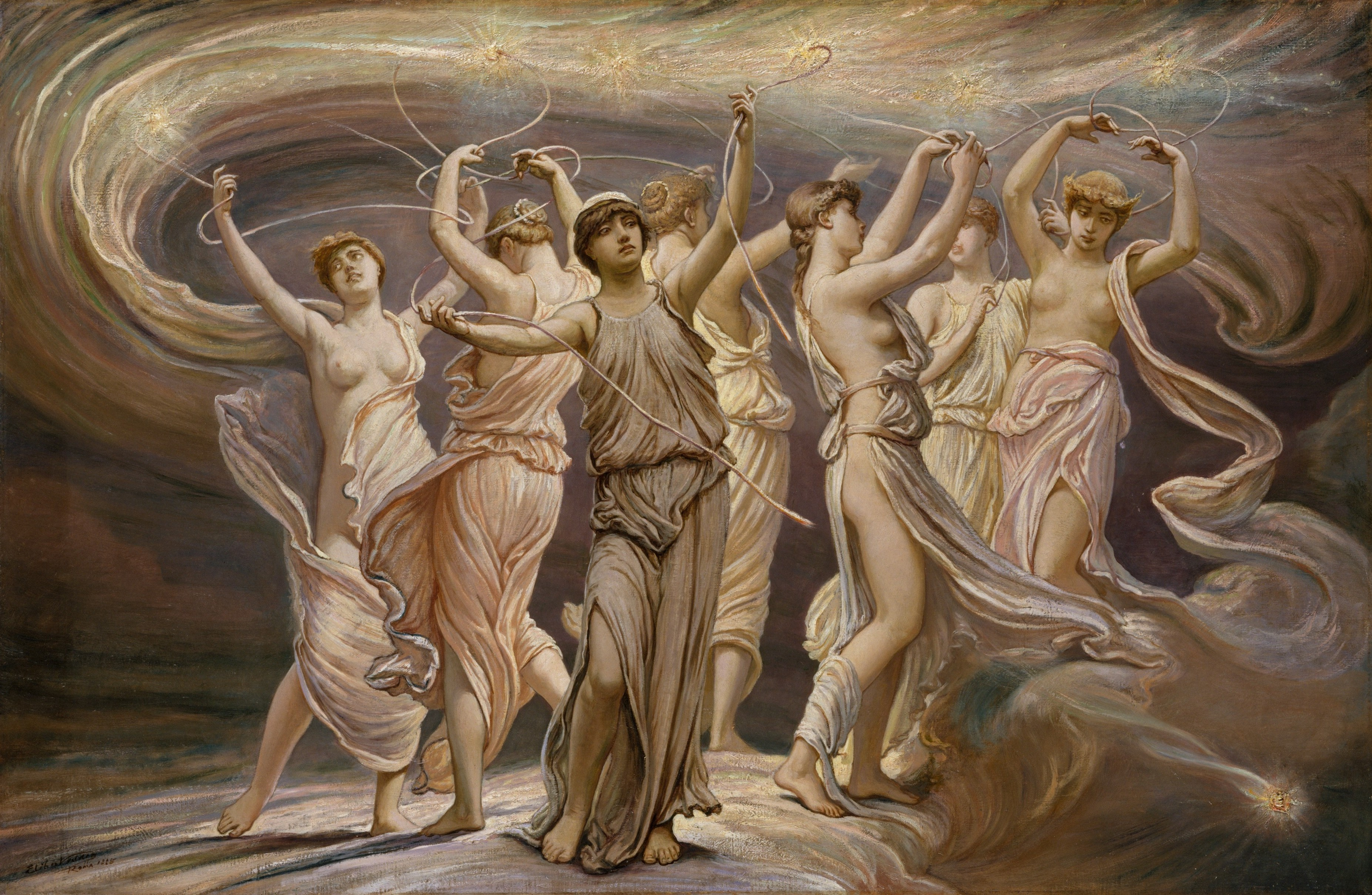
The Pleiades (1885). Metropolitan Museum of Art.

## Biografía
Tras estudiar con François Édouard Picot en París, Vedder viajó durante dos años por Italia, donde entabló una gran amistad con Giovanni Costa, y otros miembros de los macchiaioli. Volvería más tarde a Italia, para residir en Roma y, en 1900, gracias a los importantes ingresos por sus obras, pudo construirse en la isla de Capri una casa veraniega. Está enterrado en el Cementerio protestante de Roma.

## Obras destacadas

### Ilustraciones para la edición limitada delRubaiyat de Omar Jayamde Edward Fitzgerald (1884)
Las 55 ilustraciones que Vedder hizo para Houghton Mifflin Harcourt para su edición de lujo del Rubaiyat de Omar Jayam traducido por Edward Fitzgerald le consagró como artista y le aportó importsantes ingresos y más comisiones para obras, incluyendo numerosas piezas para Tiffany.

### Mural en el Thomas Jefferson Building (1895-1898)
La pieza central del mural es Government, una representación del Estado ideal, con una placa en la que se puede leer la famosa cita del Discurso de Gettysburg (1863), de Abraham Lincoln:

A government of the people, by the people, and for the people.
Un gobierno del pueblo, por el pueblo y para el pueblo.
Abraham Lincoln

A la derecha de la entrada se ve Good Administration (ca. 1898), que lleva a Peace and Prosperity, mientras que a la izquierda de la entrada se ve la Corrupt Legislation (ca. 1898), que lleva a Anarchy (c. 1895).